# École internationale du papier, de la communication imprimée et des biomatériaux
 (décembre 2022).
L’École internationale du papier, de la communication imprimée et des biomatériaux (ou Grenoble INP-Pagora), également connue sous le nom de Papet, est l'une des 204 écoles d'ingénieurs françaises accréditées au 1er septembre 2020 à délivrer un diplôme d'ingénieur.
Elle est membre du groupe Grenoble INP.

## Présentation générale
L’École internationale du papier, de la communication imprimée et des biomatériaux, est le plus grand centre européen de formation des ingénieurs pour ces filières[réf. nécessaire], appartenant au groupe Grenoble INP. Certifiée ISO 9001, Grenoble INP-Pagora forme les futurs cadres des secteurs liés au papier, à l’impression, à l’emballage et à l’environnement. 

## Historique
En 1907, l'Union des Fabricants de Papier crée l'École Française de Papeterie (EFP), afin de former les ingénieurs dont l'industrie papetière a besoin. Elle est alors sous la direction de Louis Barillion, l'EFP ayant d'abord le statut de Société Anonyme. 
Pour se développer, l'EFP compte beaucoup sur les nombreux dons et souscriptions provenant des papetiers, des sociétés de la filière papier ainsi que de la ville de Grenoble. L'aboutissement de sa mise en place arrive en 1909 avec l'achat de sa première machine à papier industrielle. C'est également en 1909 que l'école est inaugurée officiellement en présence de nombreux industriels ainsi que des autorités grenobloises.
Parallèlement au développement de l'EFP, les Instituts Nationaux Polytechniques - dont à Grenoble, l'INPG - sont créés. Ce n'est que trois ans plus tard, en 1973, que l'EFP est rattachée à l'INPG. En 1981, une section Imprimerie-Transformation est créée à la demande de la profession du secteur de l'imprimerie.
En 1983 l'EFP change de statut et devient l'Association de Gestion de l'EFP : l’AGEFPI. En 1988, l'école devient École Française de Papeterie et des Industries Graphiques (EFPG), habilitée par la Commission des Titres d'Ingénieur (CTI). En 1995, la formation par l'apprentissage, initiée à la rentrée universitaire 1994, est habilitée par la CTI.
En 2002, la licence professionnelle "Flux numériques, édition et production d'imprimés" est créée. 
En septembre 2008, l'école devient l'une des six écoles d'ingénieurs du groupe Grenoble INP et prend son nom actuel.

## Formation

### Ingénieur
La formation d'ingénieurs dure 3 ans et s'intègre à bac+2.
Les élèves ingénieurs de Grenoble INP-Pagora ont le choix entre le cursus classique (comprenant éventuellement un semestre à l'étranger) et la formation par apprentissage, qui s'intègre en première ou en deuxième année.
En deuxième année, ils sont répartis en deux options : ingénierie de la fibre et des biomatériaux (IFB) et ingénierie de la communication imprimée (ICI).

### Licence professionnelle
Les étudiants de la licence Flux numériques, édition et production d'imprimés sont formés via la formule de l'apprentissage.